# Kalle Randalu

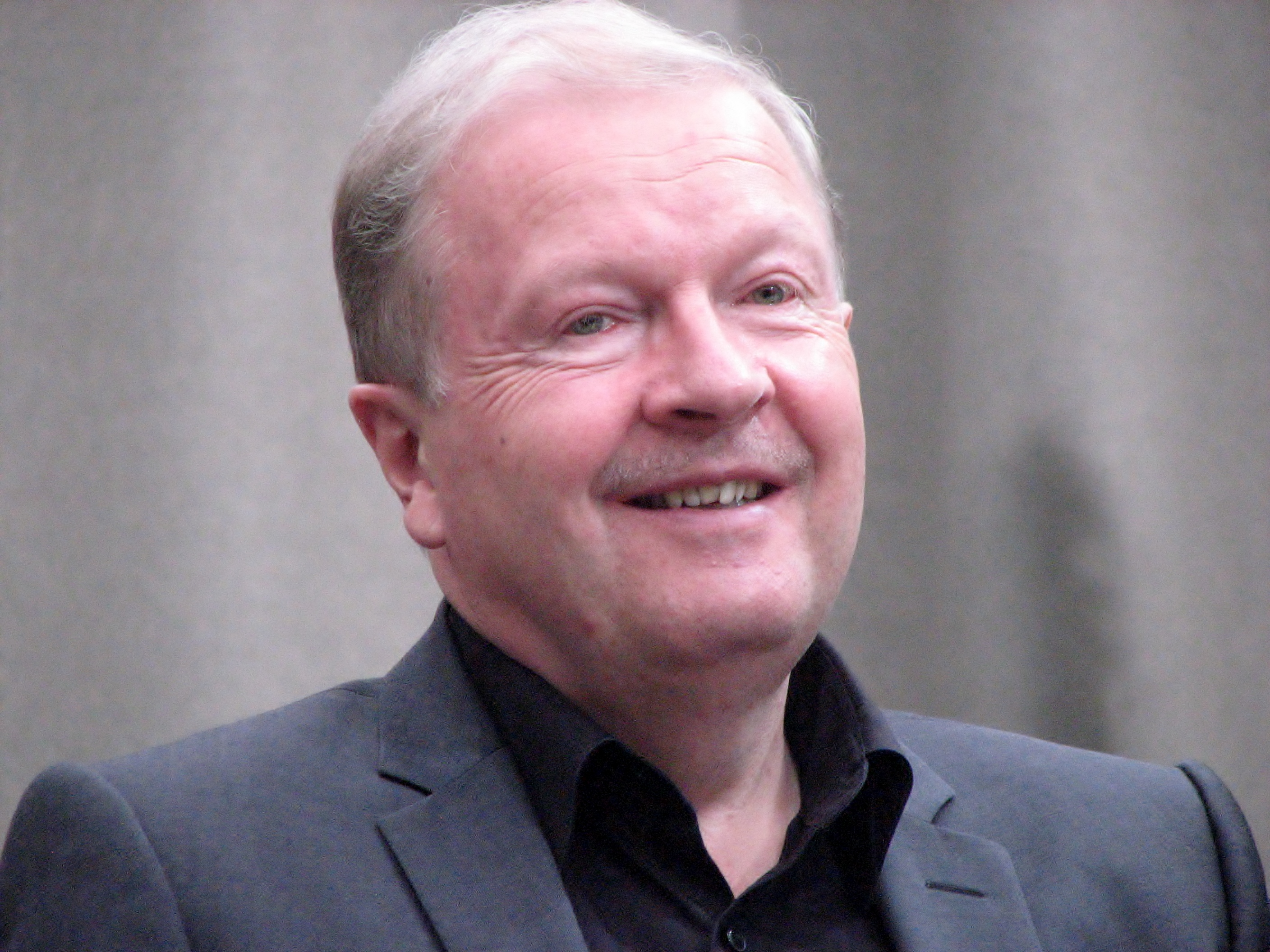
Kalle Randalu im Herbst 2013

Kalle Randalu (* 25. November 1956 in Tallinn, Estnische SSR) ist ein estnischer Pianist.

## Leben
Nach dem Studium an der Estnischen Musikakademie in Tallinn bei Bruno Lukk ging Randalu nach Moskau und wurde dort am Moskauer Konservatorium bei Lew Nikolajewitsch Wlassenko ausgebildet. 1988 ließ er sich in Deutschland nieder, nachdem er in den vorangegangenen Jahren verschiedene internationale Klavierwettbewerbe erfolgreich bestritten hatte. Heute (2016) ist er Professor für Klavier an der Hochschule für Musik Karlsruhe.
Der Pianist ist international tätig und hat verschiedene Werke der Kammermusik aufgenommen, z. B. von Gabriel Fauré, Carl Reinecke, Charles Koechlin, Zdeněk Fibich, Béla Bartók, André Caplet, Gideon Klein, Erwin Schulhoff, Johannes Brahms, Paul Hindemith und Pēteris Vasks. Die Klavierquintette von Brahms spielte er zusammen mit dem Mandelring Quartett. Das Zweite Klavierkonzert von Raimo Kangro und das Klavierkonzert von Lepo Sumera wurden ebenfalls mit ihm aufgenommen.
Der Jazzmusiker Kristjan Randalu ist sein Sohn, die Bratschistin Liisa Randalu seine Tochter.

## Auszeichnungen und Preise
- 1981: 4. Preis zusammen mit Dimitry Gaiduk beim VII. Tschaikowsky-Wettbewerb, Moskau
- 1982: 3. Preis zusammen mit Balázs Szokolay VIII. Internationaler Robert-Schumann-Wettbewerb für Klavier und Gesang, Zwickau
- 1985; Sieger im Internationalen Musikwettbewerb der ARD, München
- Ehrendoktor der Estnischen Musikakademie, Tallinn
- Orden des weißen Sterns, 4. Klasse, Estland

## Diskografie
- Saitensprünge im Duett: Gitarre und Klavier, Werke von Anton Diabelli, Johann Kaspar Mertz und Carl Maria von Weber, mit Boris Björn Bagger (Gitarre). Antes Edition, Bühl 1994, BM-CD 31.9018, 1 CD.
- Raimo Kangro: Klavierkonzert Nr. 2 op. 60 und andere Werke. Antes Edition, Bühl/Baden 2001.
- Jaan Rääts: Marginalia. 2014 Estonian Record Productions, ERP 5814.